# 韋恩·洛特爾
韋恩·洛特爾（英語：Wayne Lotter，1965年12月4日—2017年8月16日），南非野生動物保育員。他是坦尚尼亞的保護區管理解決方案（Protected Area Management Solutions）基金會共同創辦人，並曾擔任國際公園保育員協會副主席。

## 生平
韋恩·洛特爾於1990年取得生態保育碩士學位，之後在非營利組織和政府單位從事野生動物保育機構工作，最先在南非擔任公園保育員。他是坦尚尼亞的保護區管理解決方案（PMAS）基金會共同創辦人，該基金會教導數千名非洲人生態保育相關觀念。洛特爾曾參與創立坦尚尼亞全國及跨國重刑案調查機構（英語：National and Transnational Serious Crimes Investigation Unit），該組織曾成功追捕數名惡名昭彰的象牙走私者。
在2015年新聞週刊的專訪中，洛特爾被描述為「熱心且有魅力」。他亦被邀請參與2016年Netflix的紀錄片《象牙博弈》，但他要求改以基金會僱用的保育員參與演出。

## 遇害
洛特爾常收到死亡威脅。他在2017年8月16日於坦尚尼亞三蘭港乘坐計程車時被射殺。他的死引起國際關注，泰晤士報上亦有訃告。
英國靈長類學、動物行為學、人類學家暨聯合國和平使者珍·古德表示洛特爾是她的英雄且富有勇氣，其他野生動物保育組織亦對洛特爾的生前作為表示讚揚。